# Dancing Galaxy (album)
Dancing Galaxy – album izraelskiej grupy Astral Projection wydany 13 października 1997 roku przez wytwórnię Phonokol Records. Sample z mową z utworu 1, 4 i 8 zostały użyte z filmu Diuna (1984).

## Lista utworów
1. Dancing Galaxy – 9:18
2. Soundform – 8:12
3. Flying Into A Star – 9:44
4. No One Ever Dreams – 8:25
5. Cosmic Ascension (Feat. D.J. Jorg) – 10:18
6. Life On Mars – 9:09
7. Liquid Sun – 11:06
8. Ambient Galaxy (Disco Valley Mix) – 13:44